# 10605 Guidoni
10605 Guidoni este un asteroid din centura principală de asteroizi.

## Descriere
10605 Guidoni este un asteroid din centura principală de asteroizi. A fost descoperit pe 3 noiembrie 1996 la Sormano de Valter Giuliani și Francesco Manca. Asteroidul prezintă o orbită caracterizată de o semiaxă mare de 2,95 ua, o excentricitate de 0,11 și o înclinație de 0,9° în raport cu ecliptica.